# Clabecq
Ne doit pas être confondu avec Clarbec.
Clabecq (en néerlandais Klabbeek, en wallon Clabek) est une section de la commune belge devenue, en 2017, ville de Tubize située en Région wallonne dans la province du Brabant wallon.
C'était une commune à part entière avant la fusion des communes de 1977.
Clabecq est traversée par le canal Bruxelles-Charleroi, le long duquel se trouvaient les Forges de Clabecq, une entreprise sidérurgique.

## Toponymie
Le nom du village est d'origine germanique et se compose de deux parties, Glad, lisse, glissant ou brillant, et *baki, ruisseau. Ce toponyme a gardé une phonétique flamande, mais la graphie est partiellement romanisée, signe d'un recul du flamand dans la région. Une évolution romane aurait donné *Glabais. On peut donc comprendre le nom du village comme « l'endroit situé là où il y a un ruisseau lisse, luisant ».

## Démographie
- Sources:INS, Rem:1831 jusqu'en 1970=recensements, 1976= nombre d'habitants au 31 décembre

## Histoire

### La seigneurie de Clabecq
À l'origine, Clabecq appartenait au vaste domaine de Tubize, qui était une possession de l'abbaye de Nivelles dès le Haut Moyen Âge. Pendant la période féodale, les comtes de Louvain, protecteurs de l'abbaye, s'approprièrent une partie de ce domaine et y créèrent des fiefs pour leurs vassaux. Cela constitue très probablement l'origine de la seigneurie de Clabecq. Frizo de Clabecq, mentionné en 1183, est le plus ancien détenteur connu. Relevant de Gaesbeek (auparavant probablement des Aa), le fief de Clabecq comprenait un château, des terres, des droits seigneuriaux et de nombreux arrière-fiefs s'étendant jusqu'à Tourneppe. En parallèle de cette seigneurie laïque, une importante seigneurie foncière, centrée sur la ferme de Vraimont, demeura la propriété du chapitre de Nivelles.
Un membre de la famille Cottereau, est devenu seigneur de "Clabbeck"; il avait été l'ambassadeur de l'empereur Maximilien d'Autriche.
Son fils, Robert de Cottereau, fut nommé lieutenant féodal en Brabant pour avoir sauvé en 1465 la vie de Charles le Téméraire, duc de Bourgogne.
En 1565,Maximilien de Cottereau de Clabecq, Guillaume de Rifflart d'Ittre, Jean de Hornes, de Braine-le-Château et Jean de Withem signèrent le Compromis des Nobles avec plus de quatre cents nobles des Pays-Bas.  En 1576,  il commandait la cavalerie des Etats-Généraux  et parvint au Sac d'Anvers à échapper à la fureur des Espagnols.  Nommé gouverneur de Louvain le 17 janvier 1578, quelques jours après la bataille de Gembloux, il s'efforça en vain d'empêcher la défaction de cette ville qui ouvrit ses portes à Don Juan d'Autriche.  Nommé Commissaire ordinaire aux montres des gens de guerre des <<pays de par deça.>>  Il n'obtint sa commission  que quatre mois après.  Le gouvernement espagnol le punit en confisquant sa terre de Clabecq, ses biens à Houtain-le-Val et à Ronquières.
Le roi Philippe II d'Espagne lui pardonne et lui rend ses propriétés.  
Anne de Rifflart d'Ittre épousa en 1659 Philippe de Cottereau-Dommartin, chevalier de Clabecq, déjà veuf de Barbe de Faucuwez (Fauquez).
Après Charles Philippe de Cottereau, , la seigneurie passe au seigneurs de Flodorp, famille d'officiers de génération en génération.

### La paroisse
Sur le plan paroissial, Clabecq demeura une dépendance de la paroisse de Tubize jusqu'en 1863. Elle était d'ailleurs l'une des rares communes de Belgique à ne pas posséder d'église avant cette époque.

## Liste des bourgmestres de 1830 à 1977
- Jean Quenton, agent municipal de 1792 à 1800,

- Grégoire Besme, papetier, propriétaire de filature de laines et de coton, de brasserie et d'un moulin, fut nommé Maire du village de 1800 en 1825.
- Nicolas Besme, son fils, devint le premier bourgmestre du village de 1825 à 1835
- Miochel Casterman, de 1835 à 1848,
- Charles-Philippe Larcier,  de 1848 à 1855,
- Michel Casterman, de 1855 à 1858,
- François Querton, de 1858 à 1875,
- Gabriel Louis, de 1875 à 1917,
- François Danniau, de 1917 à 1921,
- Gustave Brancart, de 1921 à 1939,
- Fortuné Demoortel, de 1939 à 1946,
- François Duson, nommé en 1946

## Patrimoine et culture

### Patrimoine architectural

#### Les édifices religieux

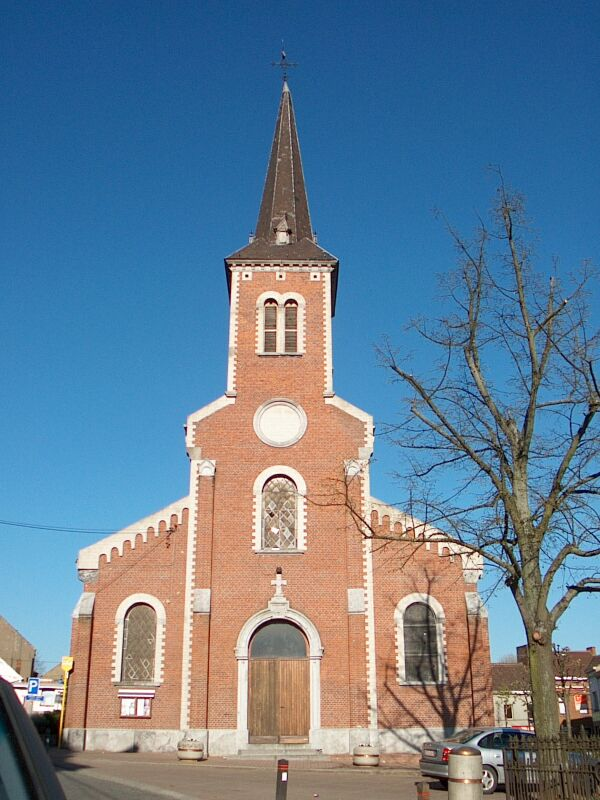
L'église Saint-Jean-Baptiste.

Jusqu’à la seconde moitié du XIXe siècle, Clabecq était l’une des rares communes de Belgique sans église en son centre. Le territoire clabecquois dépendait alors de la paroisse de Tubize. Construite en 1867, l’église Saint-Jean-Baptiste, de style néo-roman, est l’œuvre de l’architecte Émile Coulon. Devant son entrée principale, sur une petite place arborée, se trouve, à l’ombre d’un tilleul planté pour le centenaire de l’Indépendance, la statue élégante de Josse Goffin (1830-1887), ancien maître des Forges, sculptée par Jacques de Lalaing (1858-1917) en 1888. En direction de Braine-le-Château, en empruntant la rue Saint-Jean, on arrive à la petite chapelle Saint-Jean-Baptiste, datant du XIXe siècle, qui aurait remplacé une chapelle plus ancienne érigée au XVe siècle. Plus bas dans la rue Saint-Jean, on découvre le Temple protestant de l’Église Évangélique, un édifice remarquable construit en 1902.

#### Le château de Clabecq

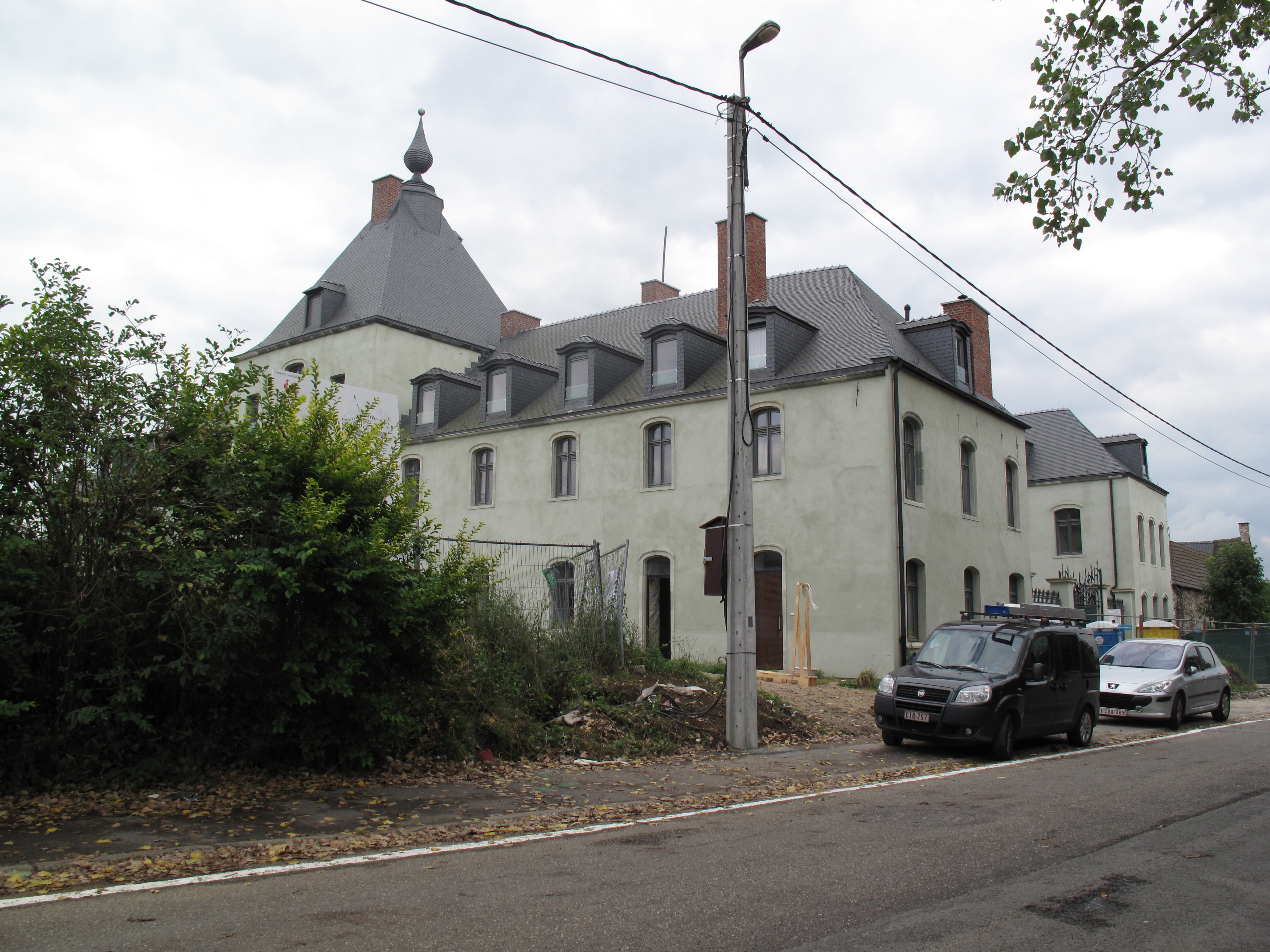
Le château de la famille de la Croix de Chevrières de Sayvie dénommé le "Château des Italiens".

En empruntant la rue du Château, on arrive à l’ancienne demeure des seigneurs de Clabecq (famille de Flodorp, puis héritée par la famille de la Croix de Chevrières de Sayve). On raconte que l’actuel château de Clabecq aurait remplacé une fortification plus ancienne construite à proximité, mais cela reste à prouver. L’édifice actuel, entièrement en pierre d’arkose locale, date au plus tôt du XVIe siècle et a bien failli disparaître. Devenu propriété des Forges de Clabecq en 1947, il a servi de logements pour des familles italiennes dans les années 1950, d’où son surnom de « château des Italiens ». Après une longue période d’abandon, il fait aujourd’hui l’objet d’une restauration complète et d’une réaffectation en logements. Le château est accompagné d’une magnifique ferme du XVIIIe siècle, également en arkose. Aujourd’hui, on l’appelle toujours le « Château des Italiens ».

#### Les carrières d’arkose
Près de ce château, on peut encore voir les vestiges d’anciennes carrières d’arkose, une pierre locale caractéristique utilisée pour construire la plupart des édifices anciens des environs. Ces carrières appartenaient autrefois aux seigneurs. La plus grande d’entre elles, située sur une propriété privée, est remplie d’eau et offre un milieu naturel au cœur des habitations ouvrières de Clabecq.

#### Les fermes anciennes
À l'instar de Tubize, Clabecq tire sa renommée de l'industrialisation du XIXe siècle, notamment grâce à ses célèbres forges. Cependant, on oublie souvent qu'au XVIIIe siècle, ce territoire n'était constitué que de quelques fermes et petites habitations, dépendant spirituellement de la paroisse de Tubize. Ce n'est qu'au XIXe siècle que Clabecq se dota de sa première église. En 1830, le village comptait seulement 368 habitants. La moitié des terres appartenait au propriétaire du château. À cette époque, on y trouvait 11 fermes, 40 maisons et 8 cabanes. Certaines de ces fermes, témoins d'un passé révolu, subsistent encore aujourd'hui. Presque toutes ont été construites avec la pierre locale, l'arkose, extraite de plusieurs carrières situées dans la région.
Commençons par la basse-cour du château : une imposante ferme quadrilatérale du XVIIIe siècle, en ordre serré, attenante à l'aile sud du château. Les bâtiments, construits en arkose et briques avec des toits en tuiles, sont disposés autour d'une cour carrée pavée.
Dans la rue des Déportés, en direction de Lembeek, on découvre d'abord la Grande Cense de Clabecq. Cette ferme impressionnante, construite en quadrilatère, date de la première moitié du XVIIIe siècle et a été remaniée aux XIXe et XXe siècles. Les bâtiments, en moellons d'arkose et briques blanchies sur un soubassement goudronné, sont coiffés de toitures en tuiles et disposés autour d'une cour polygonale autrefois pavée. L'entrée principale est marquée par un portail orné du blason des Cotereau, anciens seigneurs de la région au XVIe siècle.
Un peu plus loin, on découvre la ferme de Vraimont, un bâtiment remarquable du XVIIIe siècle, qui fut autrefois le centre de la seigneurie foncière de l'abbaye de Nivelles à Clabecq. Souvent appelée ferme de Flandre, aujourd'hui connue sous le nom de ferme Lisart, elle se présente comme une grande ferme en quadrilatère, entourant une cour polygonale macadamisée avec des bâtiments construits en moellons d'arkose et briques, érigés en deux phases au XVIIIe siècle et remaniés aux XIXe et XXe siècles.
Toujours plus loin le long de la même rue, on trouve une ferme en ordre dispersé, largement remaniée mais conservant une grange en longueur datant de la seconde moitié du XVIIIe siècle, transformée à la fin du XIXe siècle après un incendie.
Les vestiges d'une importante ferme du XVIIe siècle, transformée aux XVIIIe et XIXe siècles sont encore visibles sur l'actuelle place du village. Il s'agit de la ferme Hamaide, dite aussi cense Jacob.
Perchée sur un sommet, la ferme du Chêne, également appelée ferme Larcier ou Winckel, attire l'œil. Autrefois appartenant à la seigneurie de Clabecq, elle s'organise de manière dispersée autour d'une cour triangulaire pavée. Ses bâtiments en moellons d'arkose, peints en jaune et coiffés de toitures en tuiles, datent du XVIIIe siècle.

## Enseignement

### Les Forges de Clabecq
En 1752, à sa demande, Antoine Otton, vicomte de Flodorp et seigneur de Clabecq, obtint l'autorisation de l'impératrice Marie-Thérèse d'Autriche, duchesse de Brabant, de reconstruire un moulin à farine sur la Sennette, à l'emplacement d'une chute d'eau de 2,72 mètres de hauteur,. Le seigneur local était constamment sollicité par les villageois, environ 150 communiants, qui souhaitaient un moulin à eau proche pour moudre leur grain. Avant la construction du moulin de Clabecq, ils devaient parcourir une demi-lieue pour le moulin le plus proche, souvent à sec, et parfois une lieue entière. En l'absence de moulin banal à Clabecq, leurs arguments conduisirent à l'autorisation de bâtir un moulin à eau près du pont sur la Sennette (appelée autrefois Samme, selon le texte d'octroi). Ce moulin, utilisé pour moudre le grain, fut démoli vers 1889, après avoir coexisté plus d'un siècle avec les Forges.
Quelques années après, en 1781, la transformation de ce moulin, avec l'ajout d'une roue supplémentaire pour actionner un moulin à battre le fer, donna naissance aux forges de Clabecq. Cette usine connut une croissance continue tout au long de l'industrialisation du XIXe siècle, devenant un fleuron de la sidérurgie belge. Petit hameau agricole à l'origine, Clabecq s'urbanisa rapidement, voyant fleurir des cités ouvrières.

## Galerie

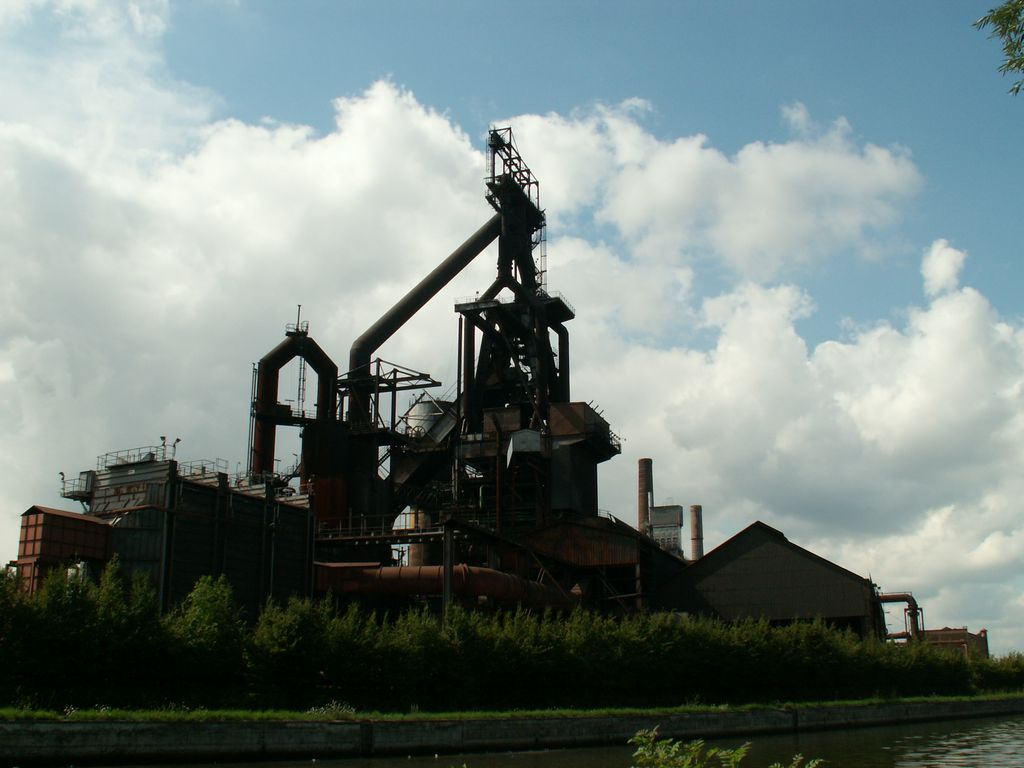
Les forges de Clabecq, haut fourneau.
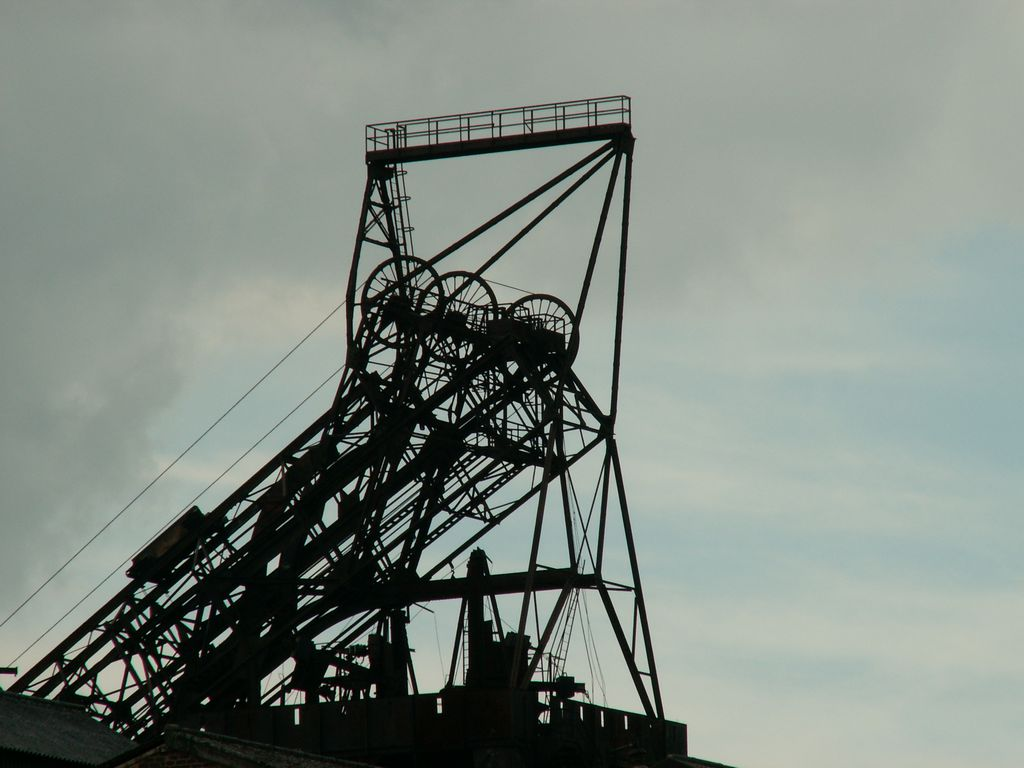
Les forges de Clabecq, haut fourneau (détail).
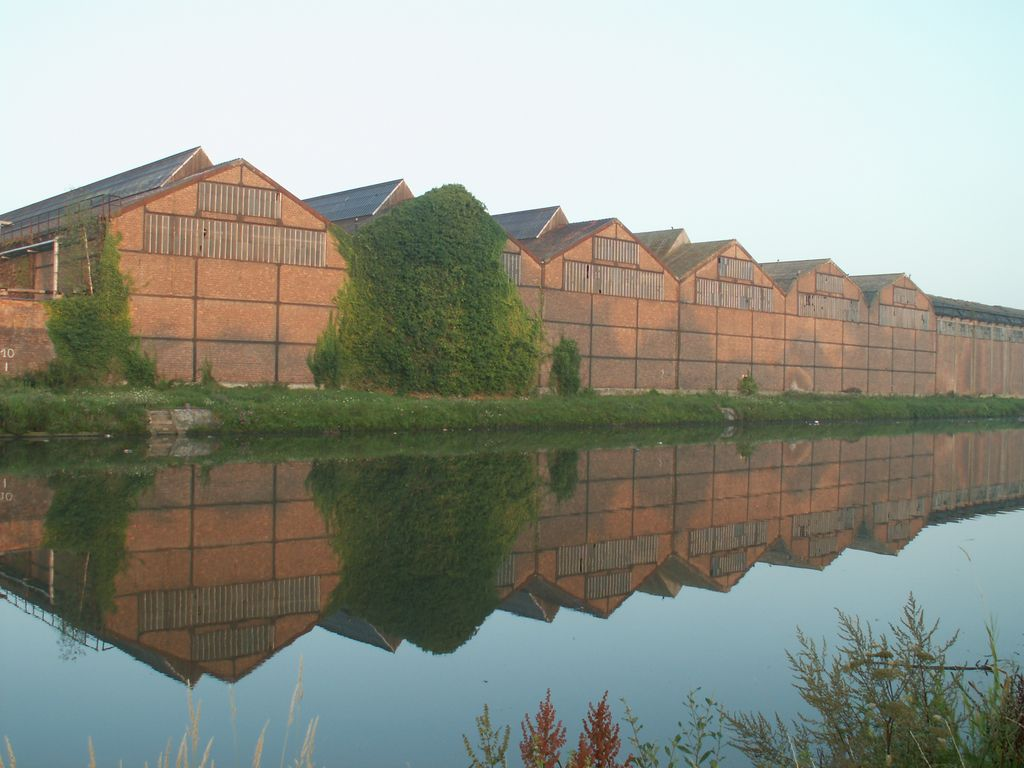
Les forges de Clabecq le long du canal.
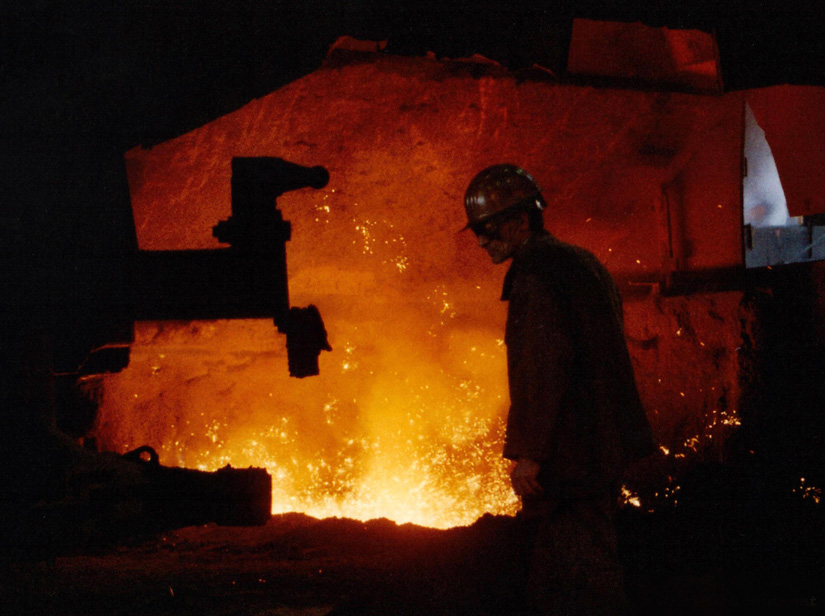
Coulée continue aux anciennes forges.